# دمى كاراكوري
دمى كاراكوري (باليابانية: からくり人形, karakuri ningyō) هي دمى متحركة أو آلة ذاتية الحركة تقليدية يابانية، كانت تُصنع في القرن السابع عشر حتى القرن التاسع عشر. كانت تُعتبر الحركات التي تقوم بها الدمى شكلا من أشكال الترفيه في ذلك الوقت. في اللغة اليابانية’ أصبحت كلمة «كاراكوري» تعني أيضا «آليات» أو «عمل بارع / خدعة». تُستخدم كلمة «كاراكوري» كذلك لوصف آلة أو جهاز يثير شعورا بالدهشة من خلال إخفاء ميكانيكا الحركة فيها.

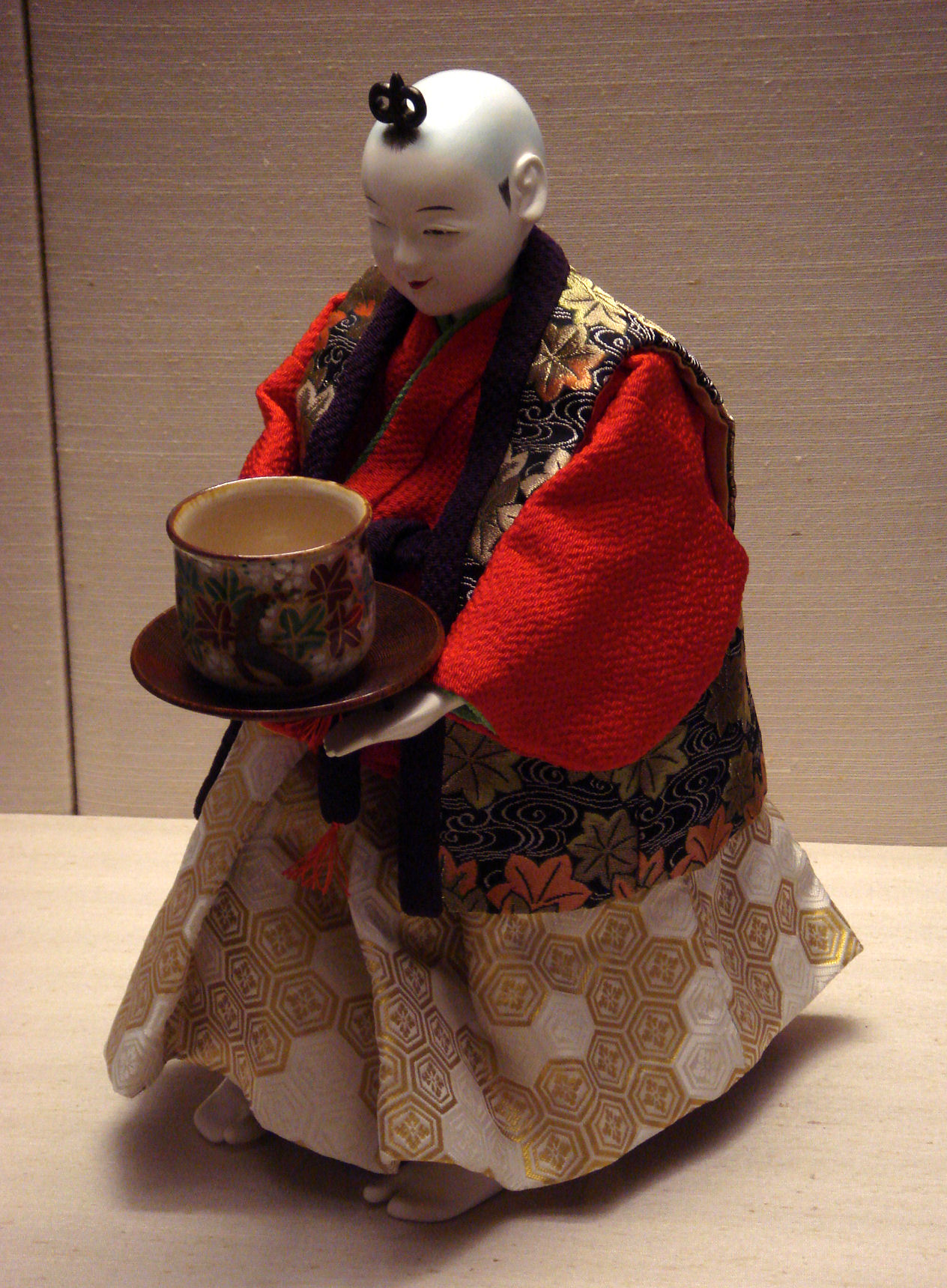
دمية كاراكوري, 1800م, المتحف البريطاني

من المُعتقد أن اسم «كاراكوري» مشتق من الفعل «كاراكورو», والذي يعني «سحب وتمديد وتحريك خيط». تُكتب كاراكوري باكانجي بعدة أشكال هي: 絡繰り, 絡繰, 機巧, 機関. قديما كانت تُكتب على هذا النحو 唐繰

## تاريخ
تم ذكر آلات ذاتية الحركة، مشابهة لدمى كاراكوري، في سجلات نيهون شوكي اليابانية، التي أشارت إلى وجود آلية تُعرف باسم " south-pointing chariot" (حرفيا: العربة التي تشير إلى الجنوب) التي ظهرت في عهد الإمبراطورة كيوغيوكو, في عام 658 ميلادي.
تطورت صناعة دمى كاراكوري في بدايات القرن السابع عشر، عندما دخلت تكنولوجيا صناعة الساعات الأوروبية إلى اليابان، خلال فترة سينغوكو. كانت التروس والصفائح المُستخدمة في صناعة الساعات’ تُستخدم كذلك في في صنع الدمى المتحركة. احتضنت اليابان عروض الدمى الآلية لتصبح شكلا من أشكال الترفيه هناك، واشتهرت في فترة الإيدو، التي كانت تعتبر الفترة الذهبية في تصميم وبناء دمى الكاراكوري. 
كانت دمى كاراكوري، قبل انتشارها، معروفة فقط لدى طبقة الأثرياء من اليابانيين، مثل رجال البلاط «الكوجي» وكبار الإقطاعيين «داي-ميو», كونهم الطبقة الاجتماعية الوحيدة القادرة على تحمل تكلفة هذه الدمى. ومع ذلك، اكتسبت دمى كاروكوري شهرتها لكونها جزءا من مهرجانات الشوارع، مثل مهرجان "Toshogu Matsuri" في ناغويا.

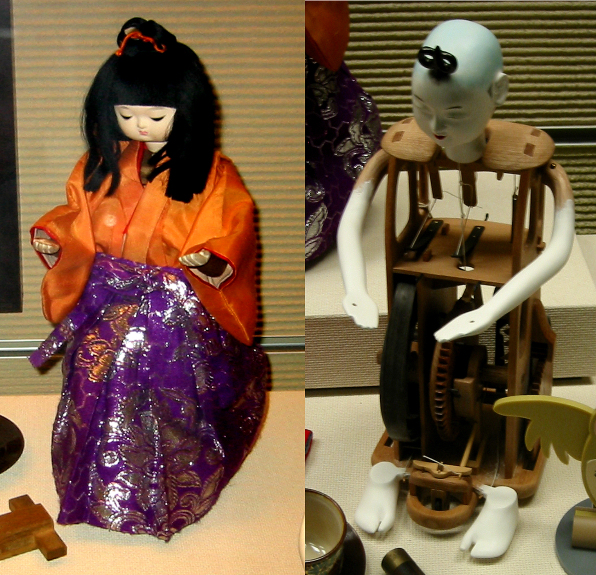
دمية كاراكوري لتقديم الشاي, ميكانيكا الدمية, القرن التاسع عشر, المتحف الوطني للطبيعة والعلوم، طوكيو

في عام 1662, قام صانع الساعات تاكيدا أومي (بالإنجليزية: Takeda Omi) إكمال تصميم وتركيب أول دمية «بوتاي كاراكوري», وهي دمية كاراكوري خاصة بالعروض المسرحية، في دوتونبوري (بالإنجليزية: Dōtonbori) في أوساكا. بعدها قام بتركيب العديد من هذه الدمى الكبيرة الحجم، للمعارض المسرحية، كما وُرّثت هذه المسارح لعدة أجيال عبر عائلته.
في القرن التاسع العشر، اشتهر تاناكا هيساشيغي (بالإنجليزية: Tanaka Hisashige)، مؤسس شركة توشيبا، من خلال صنع دمى كاراكوري متطورة تقنيا. من تحفه الفنية: دمية Yumi-hiki-doji (فتى رمي السهام) ودمية Moji-kaki (دمية كتابة الرسائل). كانت دمية فتى رمي السهام تستخدم القوة الميكانيكية لإطلاق أسهم على هدف محدد. أما دمية كتابة الرسائل فكانت تقوم بغمس فرشاة بالحبر من ثم تكتب أحرفا على ورقة أمامها.

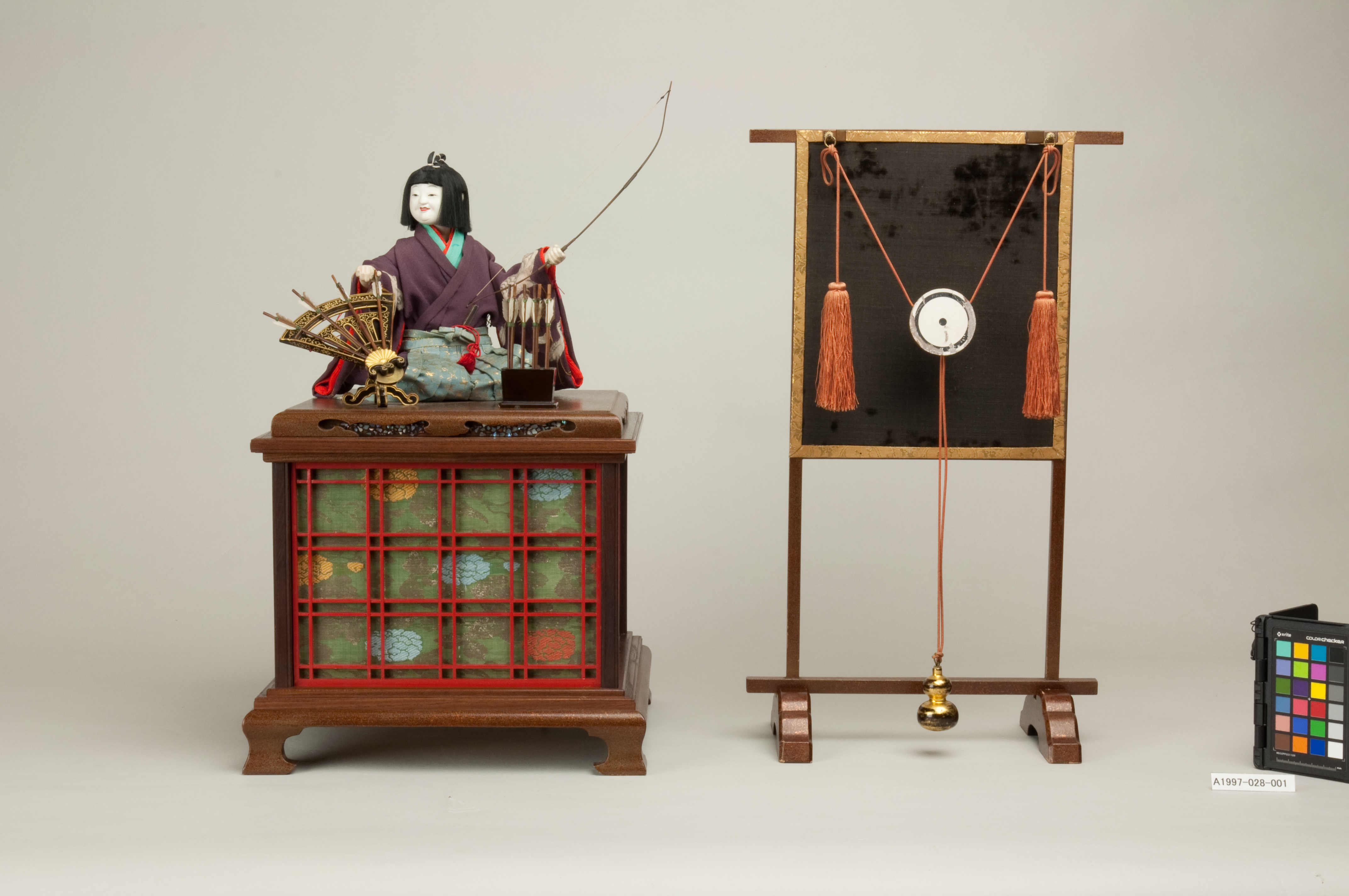
دمية Yumi-Hiki Doji, لتاناكا هيساشيغي

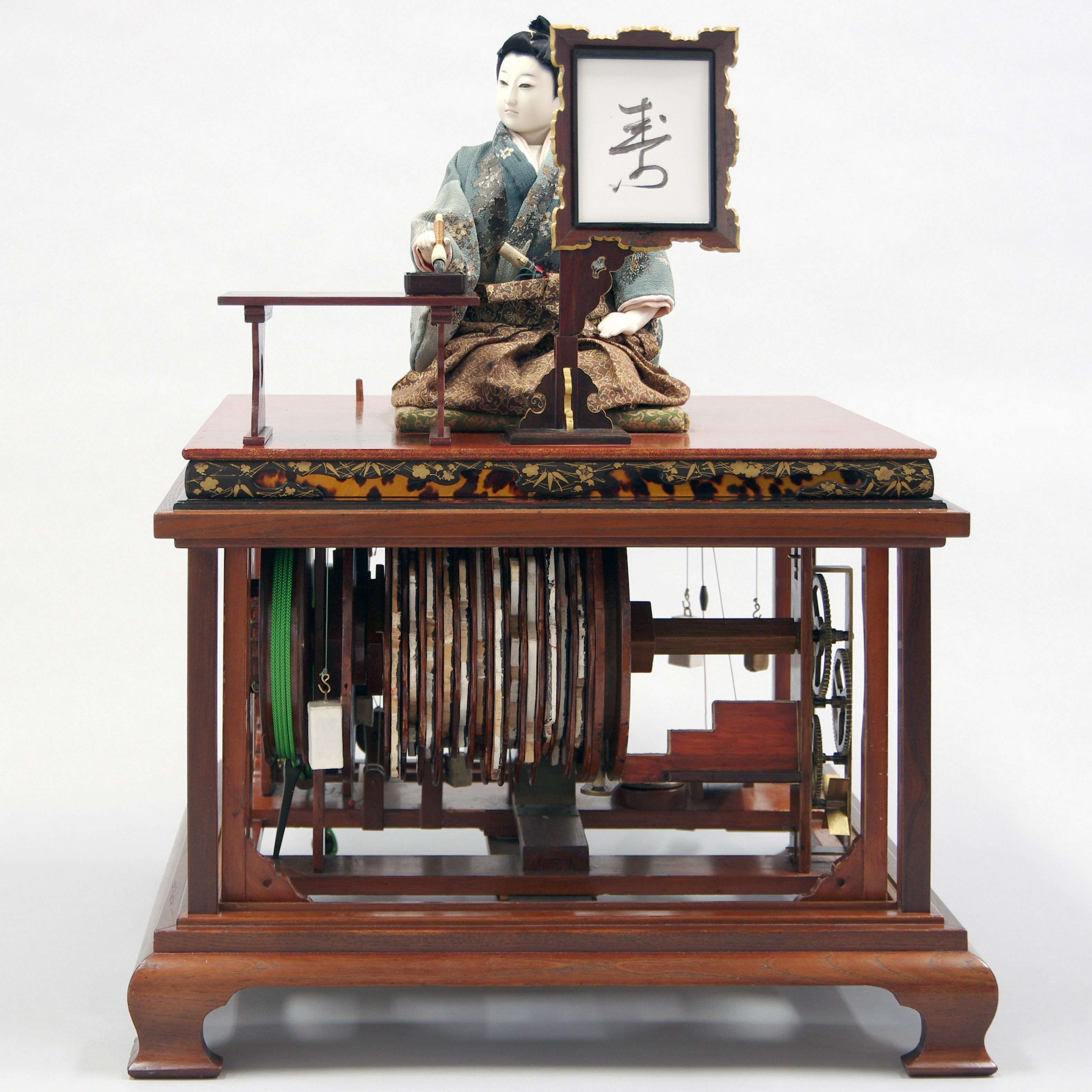
دمية Moji-kaki, لتاناكا هيساشيغي

تقول كريستي بويل (بالإنجليزية: Kirsty Boyle)، إحدى آخر طلبة أساتذة تعليم صناعة دمى كاراكوري المحترفين، فإن صناعة دمى كاراكوري تركز في المجمل على فن إخفاء التكنولوجيا المُحركة للدمى، مؤمنين أن ذلك سيثير المشاعر والعواطف بشكل أكثر قوة وفاعلية. من المهم ذكر أنه، ورغم أن هذه الدمى تشبه الشكل البشري، إلا أنها تقوم بتحركات معينة تتميز بتحولات سريعة لا تُرى بالعين المجردة.

## أنواع
يوجد ثلاث أنواع أساسية لدمى كاراكوري. «بوتاي كاراكوري» (Butai karakuri / 舞台からくり) حرفيا: كاراكوري المسرح، وهي دمى كبيرة الحجم، تم تصميمها للعروض العامة مثل عروض المسارح. «زاشيكي كاراكوري» (Zashiki karakuri / 座敷からくり) حرفيا: كاراكوري غرف التاتامي. وهي الدمى صغيرة الحجم التي كانت تُستخدم في المنازل. كان يتم وضع معظمها على الطاولة لأداء رقصة أو لقرع الطبول، وبعضها كان يتم تصميمه لتقديم الشاي أو الساكي. كانت هذه الدمى باهظة الثمن، وعادة كان من يقتنيها أشخاص من كبار الإقطاعيين «داي-ميو» أو أشخاص آخرون رفيعو المستوى. «داشي كاراكوري» (Dashi karakuri / 山車からくり) حرفيا كاراكوري عربات المهرجانات، والتي كانت كبيرة الحجم وتُستخدم في المهرجانات الدينية، التي كانت تُستخدم فيها الدمى لتمثيل قصص الخرافات والأساطير.
كانت تتوفر كذلك دمى أرخص ثمنا يتم تصميمها وفقا لكاراكوري آخر تقليدي. بعض ألعاب الصفيح. التي كان يتم تصديرها من اليابان بكثرة في إحدى الفترات، مُصممة وفقا لدمى كاراكوري.
يذكر بعض الأكاديميين، أن تحركات وإيماءات دمى الكاراكوري كانت مصدرا مؤثرا على مسرح نو وكابوكي وبونراكو التقليدية.

### زاشيكي كاراكوري
من أشهر الأمثلة على آلية دمى "زاشيكي كاراكوري" في العصر الحديث هي آلات تقديم الشاي، التي تبدأ بالتحرك إلى الأمام عند وضع كوب شاي على الصحن الموجود على يدي الآلة. كانت تُستخدم هذه الدمى، التي يُطلق عليها اسم " "chahakobi" عندما يريد المُضيف إكرام الضيف بطريقة ترفيهية.
1. ↑  Law, Jane Marie (1997). Puppets of Nostalgia – The Life, Death and Rebirth of the Japanese Awaji Ningyo Tradition. Princeton University Press.
2. ↑  Shea، Michael (1 فبراير 2015). "Karakuri: Subtle Trickery in Device Art and Robotics Demonstrations at Miraikan". Leonardo. ج. 48 ع. 1: 40–47. DOI:10.1162/LEON_a_00936. ISSN:0024-094X.
3. ↑  Nihon kokugo daijiten. Bessatsu Bessatsu. Tōkyo: Shōgakukan. 2000. OCLC:835363391. مؤرشف من الأصل في 2021-10-13.
4. ↑  W,G Aston (9 سبتمبر 2010). Nihongi: Chronicles of Japan from the Earliest Times to A.D. 697, Part I & II. Routledge.
5. 1 2 3 4  Markowitz, Judith (2014). Robots that Talk and Listen: Technology and Social Impact. Berlin: Walter de Gruyter GmbH & Co KG.
6. ↑  "東海の山車祭り～生き続ける１９世紀の都市文化". dashi-matsuri.com. مؤرشف من الأصل في 2020-06-05. اطلع عليه بتاريخ 2021-10-12.
7. ↑  "karakuri.info". karakuri.info. مؤرشف من الأصل في 2020-11-19. اطلع عليه بتاريخ 2021-10-12.
8. ↑  "Hisashige Tanaka（1799-1881） | THE SEIKO MUSEUM GINZA". web.archive.org. 4 يوليو 2021. مؤرشف من الأصل في 2021-07-04. اطلع عليه بتاريخ 2021-10-12.{{استشهاد ويب}}:  صيانة الاستشهاد: BOT: original URL status unknown (link)
9. ↑  Adrian David; Zhang, Emma Yann (12 Feb 2019). Human–Robot Intimate Relationships (بالإنجليزية). Springer. ISBN:978-3-319-94730-3.
10. ↑  Joy؛ Raveri، Massimo؛ Taylor & Francis (2002). Japan at play [ressource électronique] : the ludic and logic of power. London ; New York : Routledge. ISBN:978-0-203-99656-0. مؤرشف من الأصل في 2022-05-06.
11. 1 2  Lunning, Frenchy (2008). Mechademia 3: Limits of the Human. Minneapolis, MN: University of Minnesota Press.
12. ↑  Brown, Steven T. (2010). Tokyo Cyberpunk: Posthumanism in Japanese Visual Culture. New York: Palgrave Macmillan.
13. ↑  Bock, Thomas؛ Linner, Thomas (2015). Robotic Industrialization. New York: Cambridge University Press.